# Sinop (province)
Pour les articles homonymes, voir Sinop.
La province de Sinop est une des 81 provinces (en turc : il, au singulier, et iller au pluriel) de la Turquie.
Sa préfecture (en turc : valiliği) se trouve dans la ville éponyme de Sinop.

## Géographie
Sa superficie est de 5 862 km2.

## Population
Au recensement de 2000, la province était peuplée d'environ 225 574 habitants, soit une densité de population d'environ 38 hab./km2.
| 2000    | 2001    | 2002    | 2003    | 2004    | 2005    | 2006    | 2007    | 2008    |
| ------- | ------- | ------- | ------- | ------- | ------- | ------- | ------- | ------- |
| 194 318 | 195 151 | 195 715 | 196 196 | 196 739 | 197 319 | 197 908 | 198 412 | 200 791 |

| 2009    | 2010    | 2011    | 2012    | 2013    | 2014    | 2015    | 2016    | 2017    |
| ------- | ------- | ------- | ------- | ------- | ------- | ------- | ------- | ------- |
| 201 134 | 202 740 | 203 027 | 201 311 | 204 568 | 204 526 | 204 133 | 205 478 | 207 427 |

| 2018    | 2019    | 2020    | 2021    | 2022    | 2023    | - | - | - |
| ------- | ------- | ------- | ------- | ------- | ------- | - | - | - |
| 219 733 | 218 243 | 216 460 | 218 408 | 220 799 | 229 716 | - | - | - |

## Administration
La province est administrée par un préfet (en turc : vali)

## Subdivisions
La province est divisée en 9 districts (en turc : ilçe, au singulier).
- Ayancık
- Erfelek
- Boyabat
- Türkeli
- Gerze
- Saraydüzü
- Durağan